# Dartford
Dartford ist eine Stadt und Verwaltungssitz des gleichnamigen Boroughs im Nordwesten der Grafschaft Kent in der Region South East England. Die Stadt grenzt unmittelbar an Greater London.
Die Stadt liegt im Tal des Flusses Darent, durch das die alte Heerstraße von London nach Dover führt. Der Name der Stadt beruht auf einer Zusammenziehung von Darent und Ford (deutsch: Furt). Berichte über eine Furt im River Darent gibt es aus römischer Zeit. Heute wohnen in Dartford vor allem Pendler, die in London arbeiten. Die Einwohnerzahl beträgt 56.818 (Stand: 2001).
Zudem ist die Stadt bekannt als Standort eines der größten Shopping-Centers Englands, dem Bluewater Shopping Centre.

## Geschichte
Archäologische Funde belegen eine Besiedlung im Neolithikum, der Bronze- und der Eisenzeit. Die Römer bauten die Watling Street  von Dubris (Dover) nach London. Sie durchquerte den Fluss. Ganz in der Nähe lag die römische Ansiedlung Noviomagus (das heutige Crayford). Dartford wird bereits im Domesday Book erwähnt.
Im Mittelalter wurde die Siedlung zu einem Marktflecken. Zwei Bruderschaften, die Dominikaner und die Franziskaner, errichteten Spitäler, die vor allem den Pilgern auf dem Weg in den Süden dienen sollten. 1576 wurde ein Gymnasium errichtet. Schon im ausgehenden 17. Jahrhundert entstanden in Dartford eisenverarbeitende Betriebe.
Ein deutscher Einwanderer namens Spielman (oder Spielmann) errichtete im 18. Jahrhundert die zweite Papiermühle in England. In ihr waren mehr als 600 Arbeiter beschäftigt, die größtenteils auch aus Deutschland stammten. Auf das Wappen von Spielman, das den Kopf eines Narren zeigt, geht das englische Papierformat Foolscap (203 × 330 mm) zurück. Spielman ist in der Stadtkirche begraben.
In der Mitte des 18. Jahrhunderts wurde die Straße von London nach Canterbury erbaut, die Dartford durchquerte. Etwas später wurde Dartford mit Sevenoaks verbunden.
Im Sommer 1944 wurden bei Luftangriffen viele Einwohner Dartfords ausgebombt.

## Verkehr
Die erste Eisenbahnverbindung nach London war ab 1849 die North Kent Line über Woolwich, die von Gravesend über die Medway Towns führte.
Später wurden weitere Eisenbahnstrecken errichtet:
- Dartford Loop line über Sidcup (1866)
- Bexleyheath line (1895)

Damit wurde Dartford zu einem wichtigen Eisenbahnknotenpunkt. Seit dem 6. Juni 1926 werden die Strecken elektrisch betrieben. Von 1906 bis 1935 fuhr zudem die Straßenbahn Dartford durch die Stadt. Die Empfangsgebäude des Bahnhofs stammen aus den 1980er Jahren.
Dartford wird durch eine Umgehungsstraße entlastet: Dartford Crossing ist eine Über- bzw. Unterquerung der Themse, bestehend aus zwei Tunneln und seit 1991 einer Schrägseilbrücke, der Queen Elizabeth II Bridge. Dartford Crossing ist mautpflichtiger Bestandteil der Londoner Ringautobahn M25 und eine wichtige Verbindung zwischen London und Dover.

## Persönlichkeiten
- George Holroyd Mills (1902–1971), Offizier der Royal Air Force
- William Reynolds (1905–1964), kanadischer Leichtathlet
- Geoffrey Trinder (1907–1981), Fechter
- Doreen Norton (1922–2007), Krankenschwester
- Malcolm Allison (1927–2010), Fußballspieler und -trainer
- Aubrey Fielder (1929–2005), Skilangläuferin
- Peter Blake (* 1932), Künstler
- John Cooke (1939–2008), Sportschütze
- Mick Jagger (* 1943), Musiker
- Keith Richards (* 1943), Musiker
- Dick Taylor (* 1943), Musiker
- Phil May (1944–2020), Sänger
- Brian Packer (1944–2021), Boxer
- Ian Single (* 1947), Fechter
- Pauline Edwards (* 1949), Bogenschützin
- Margaret Coomber (* 1950), Leichtathletin
- Andrea Arnold (* 1961), Filmregisseurin und Schauspielerin
- Miriam Batten (* 1964), Ruderin
- Joanne Thompson (* 1965), Hockeyspielerin
- Andrew Callard (* 1968), Gewichtheber
- Matthew Clark (* 1968), Dartspieler
- Sarah Hardaker (* 1975), Badmintonspielerin
- Johnny Mercer (* 1981), Offizier der British Army und Politiker
- Katie Jarvis (* 1991), Schauspielerin

## Städtepartnerschaften
- Hanau, Deutschland (seit 1969)

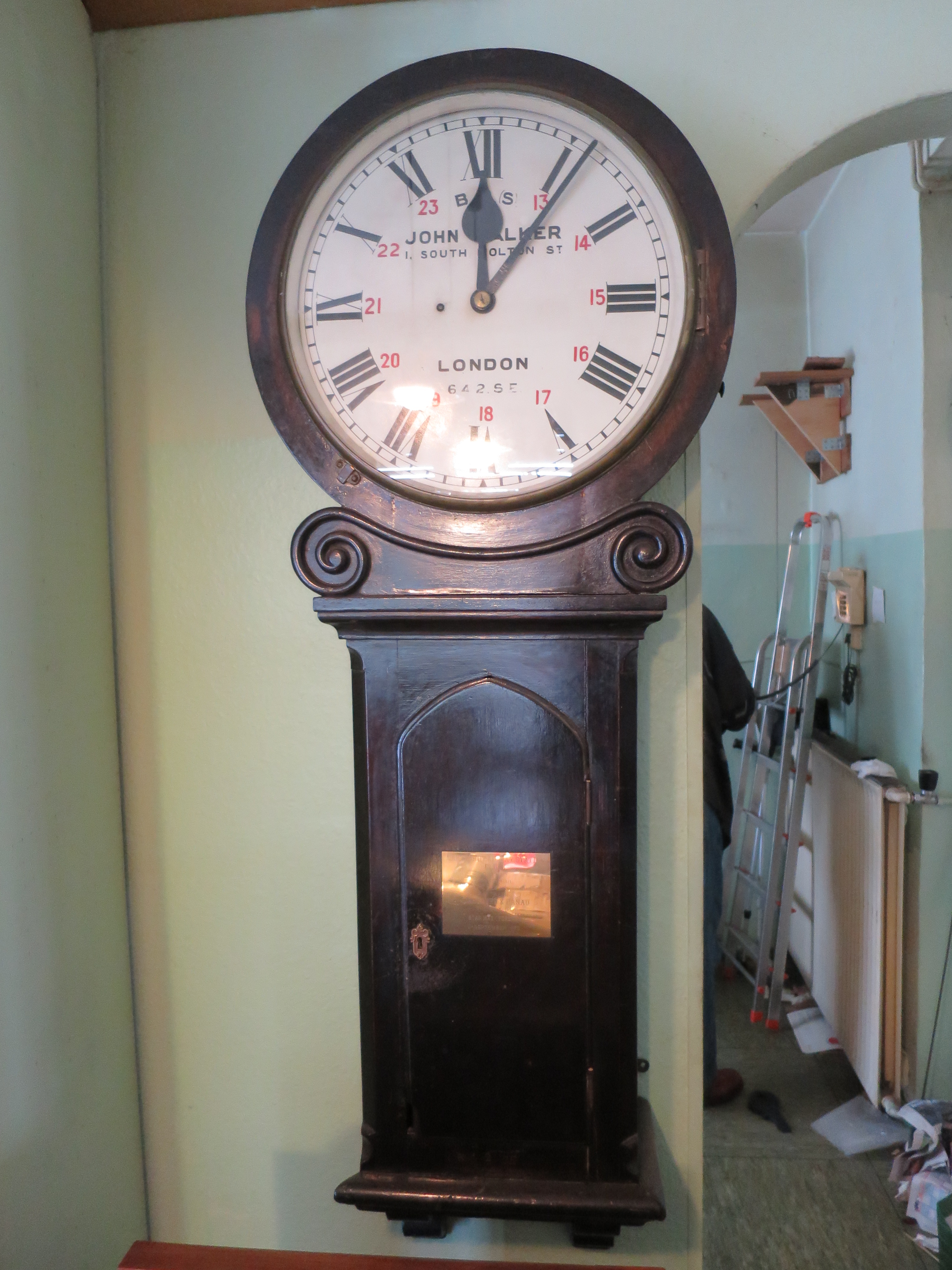
Uhr aus dem alten Bahnhof in Dartford von 1895. Als Gastgeschenk (1973) hängt sie heute im Neustädter Rathaus in Hanau.

- Capelle aan den IJssel, Niederlande (seit 1989)
- Tallinn, Estland (seit 1992)
- Gravelines, Frankreich (seit 1992)

## Dartford Heath
Dieses Gebiet liegt westlich des ursprünglichen Stadtgebiets, es ist namensgebend für den Dartford Warbler (deutsch: Provencegrasmücke).